# Athanassios Kaissis
Athanassios Kaissis (* 17. März 1947 in Langadas) ist ein griechischer Rechtswissenschaftler und ehemaliger Hochschullehrer an der Aristoteles-Universität Thessaloniki.

## Leben
Kaissis studierte ab 1965 Rechtswissenschaften in Thessaloniki. Nach seinem Abschluss 1970 leistete er zunächst seinen Militärdienst ab und arbeitete zunächst als Rechtsanwalt am Areopag, dem obersten griechischen Gericht. 1972 übersiedelte er nach Deutschland, wo er im Rahmen eines postgradualen Studiums an der Universität Heidelberg studierte. Ab 1974 arbeitete er dort als wissenschaftlicher Mitarbeiter von Hilmar Fenge. Unter dessen Betreuung schloss Kaissis 1978 seine Promotion zum Dr. iur. ab. Anschließend kehrte er nach Griechenland zurück, wo er wieder als Rechtsanwalt arbeitete und Lehraufträge an der Universität Thessaloniki wahrnahm. Später wurde er dort zum ordentlichen Professor für Zivilrecht, Zivilverfahrensrecht und Arbeitsrecht ernannt. Nach seiner Emeritierung 2014 wirkte er als Mitglied des Governing Board der 2005 gegründeten International Hellenic University in Thessaloniki, wo er als akademischer Direktor drei Masterstudiengänge leitet.

## Werke (Auswahl)
- Die Verwertbarkeit materiell-rechtswidrig erlangter Beweismittel im Zivilprozess. Peter Lang, Frankfurt am Main 1978, ISBN 978-3-261-02557-9 (Dissertation).
- Germanoellēniko lexiko nomikēs orologias = Deutsch-griechisches Rechtswörterbuch. Nomos, Baden-Baden 1996, ISBN 960-301-194-0.